# Attilio Incontri
Attilio Incontri (1810 – 1873) è stato un politico italiano.

## Biografia
Fu eletto deputato nel Collegio elettorale diVolterra per la VII legislatura del Regno di Sardegna.